# 西藏佛学院
西藏佛学院是位于中国西藏自治区拉萨市曲水县聂当乡境内的热堆寺下方的藏传佛教综合性院校，也是西藏自治区第一所培养藏传佛教高级人才的综合性院校。

## 简介
1982年，为落实宗教政策，西藏自治区开办西藏佛学院。中国佛教协会西藏分会代理会长伦珠陶凯担任名誉院长，中国佛教协会西藏分会副会长波米·强巴洛珠担任院长，中国佛教协会西藏分会副会长策墨林·单增赤列担任副院长。1995年前后，中国佛教协会西藏分会副会长兼秘书长、中国佛教协会常务理事达扎·单增格列正在担任副院长。
1985年7月21日，西藏佛学院在拉萨哲蚌寺举行开学典礼。但因部分學員、領導參與遊行示威，政府于1996年停办该学院。
西藏佛学院建设工程于2008年10月18日动土起造，2011年第一期建设项目完工。2011年9月，工程通过验收。
2011年10月20日，西藏佛学院正式落成并开院。西藏佛学院隶属中共西藏自治区党委统战部管理。 该院设有党委，2013年时的党委书记为于跃华（中共西藏自治区党委统战部副部长兼任）。此次恢复成立后，西藏佛学院首批招收显宗部理论提高班、密宗部提高班、活佛班共计三个班150名学员，学制分别为2年、3年、2至4年；学员分别来自藏传佛教各教派；按照2比2比6的比例，开设法制、文化、佛学课程。 到2013年，西藏佛学院初步建立了以扎什伦布寺嘎钦（扎什伦布寺特设的一种佛学学位）洛桑平措为根本上师、色拉寺经师扎西坚参为导师、包含藏传佛教各教派知名经师的经师队伍。
2013年7月15日，西藏佛学院举行首批学员毕业典礼。150名学员顺利毕业，分别被授予西藏佛学院自设的“聂塘额让巴”和“聂塘让坚巴”学衔。根据负责学衔工作的该学院副院长南拉扎西介绍，“聂塘”为西藏佛学院所在地的地名，“额让巴”为密宗班学衔、“让坚巴”为显宗班学衔。在毕业典礼上，院方还表彰了两年来表现优秀的9位经师和数十位僧人学员。
2013年，院长珠康·土登克珠透露，西藏佛学院尼姑院将在2013年内开工建设。

## 分院
根据中共西藏自治区党委、西藏自治区人民政府研究决定，以西藏自治区和谐模范寺庙为依托，逐步开办西藏佛学院分院。2013年6月22日，西藏佛学院色拉寺分院正式挂牌成立，该分院由色拉寺学经班升格而成。2013年6月29日，西藏佛学院桑耶寺分院挂牌仪式在桑耶寺举行。2013年7月8日，西藏佛学院孝登寺分院正式挂牌成立。
西藏佛学院的各个分院有：
- 西藏佛学院色拉寺分院（2013年6月22日挂牌成立）
- 西藏佛学院桑耶寺分院（2013年6月29日挂牌成立）
- 西藏佛学院孝登寺分院（2013年7月8日挂牌成立）

## 历任院长
- 波米·强巴洛珠（1985年－？）
- 珠康·土登克珠（2011年－）